# Chrysotus baerti
Chrysotus baerti är en tvåvingeart som beskrevs av Daniel J. Bickel och Sinclair 1997. Chrysotus baerti ingår i släktet Chrysotus och familjen styltflugor. Inga underarter finns listade i Catalogue of Life.